# Cloudesley Shovell
Sir Cloudesley Shovell (též Clowdisley Shovel) (25. listopadu 1650, Cockthorpe, Anglie – 22./23. října 1707, pobřeží souostroví Scilly) byl britský admirál. Od dětství sloužil u námořnictva a byl účastníkem válek druhé poloviny 17. století, jako námořní vojevůdce vynikl ve válce o španělské dědictví. Dosáhl hodnosti admirála, byl povýšen do šlechtického stavu, zastával také funkce ve správě námořnictva a byl poslancem Dolní sněmovny. Zahynul tragicky při ztroskotání u břehů souostroví Scilly, je pohřben ve Westminsterském opatství.

## Kariéra
Pocházel z drobné statkářské rodiny v hrabství Norfolk, narodil se jako třetí syn Johna Shovella, křestní jméno Cloudesley (též Clowdisley) získal po babičce Lucy Cloudesley. U námořnictva sloužil od roku 1664 pod patronátem svého příbuzného admirála Sira Christophera Myngse. Myngs padl v roce 1666 a Shovella se poté ujal admirál Sir John Narborough. V 70. letech 17. století bojoval proti pirátům ve Středomoří, v roce 1673 byl jmenován poručíkem a v roce 1677 dosáhl hodnosti kapitána. V 80. letech se zúčastnil obrany Tangeru, v roce 1689 se připojil k Vilémovi Oranžskému a za účast v bitvě u Bantry Bay byl téhož roku povýšen do šlechtického stavu, v rámci bojů u břehů Irska dosáhl v roce 1690 hodností komodora a kontradmirála. Za účast v bitvě u La Hogue obdržel hodnost viceadmirála (1692), v roce 1693 byl krátce mimořádným komisařem pro Royal Navy. V letech 1695–1701 a 1705–1707 byl členem Dolní sněmovny za přístav Rochester, v letech 1699–1705 zastával funkci inspektora účetnictví Royal Navy. Sehrál významnou úlohu ve válce o španělské dědictví, v níž proti vojevůdcům pozemních vojsk prosazoval zájmy námořnictva. V letech 1704–1707 byl členem rady lorda nejvyššího admirála prince Jiřího Dánského a zároveň vrchním velitelem anglického loďstva ve Středomoří. Vynikl v bitvě v zátoce Vigo (1702) a měl významný podíl na pádu Barcelony (1705).
Zahynul při ztroskotání části britské flotily u břehů souostroví Scilly v říjnu 1707, jeho ostatky byly poté převezeny a pohřbeny ve Westminerském opatství. V roce 1691 se oženil s Elizabeth Hill (1661–1732), dcerou úředníka námořní administrace Johna Hilla a vdovou po admirálu Siru J. Narboroughovi. Měli spolu dvě dcery, starší z nich Elizabeth Shovell (1692–1750) se provdala za whigistickéh Roberta Marshama, 1. barona Romneye (1685–1724), po ovdovění se podruhé vdala za významného diplomata 3. hraběte z Hyndfordu. Sídlem admirála Shovella byl zámek May Place (Kent, nyní součást Londýna).